# Veazivske-Vodeane, Iuriivka
Veazivske-Vodeane (în ucraineană В`язівське-Водяне) este un sat în comuna Verbske din raionul Iuriivka, regiunea Dnipropetrovsk, Ucraina.

## Demografie
Componența lingvistică a localității Veazivske-Vodeane
     Ucraineană (100%)
Conform recensământului din 2001, toată populația localității Veazivske-Vodeane era vorbitoare de ucraineană (100%).